# مسجد ومدرسة القاضي عبد الباسط
مسجد ومدرسة القاضي عبد الباسط أو المدرسة الباسطية أنشأها القاضي زين الدين عبد الباسط بن خليل الشافعي، سنة 823هـ/1420م، ولهذه المدرسة وجهتان إحداهما شرقية وبها الباب الرئيسي، وقد لبست أعقاب شبابيك هذه الوجهة بالرخام الملون والفصوص الزرقاء وغطيت أعلاها بمقرنصات متنوعة ومكتوب بإفريز الوجهة العلوي: «بسم الله الرحمن الرحيم. إنما يعمر مساجد الله من آمن بالله واليوم الآخر- إلى قوله الكريم فعسى أولئك أن يكونوا من المهتدين. أنشأ هذه المدرسة المباركة مما أنعم الله تعالى على الفقير إلى رحمة ربه القدير عبد الباسط بن خليل الشافعي ناظر الكسوة الشريفة والخزانة السلطانية المؤيدية أبو النصر شيخ خلد الله ملكه تقبلها الله تعالى وجعلها خالصة لوجهه الكريم وكان ابتداء عمارتها في شهر جمادى الأولى سنة ثلاثة عشر وثمان مائة وآخرها في شهر جمادى الأولى سنة ثلاثة وعشرين وثمان مائة». وهناك من يشك في صحة هذه الكتابة. وهناك كتابة أخرى حول جوانب الصحن العلوية.